# لوسيديو ڤيمارنس
لوسيديو ڤيمارنس كان الكونت الثاني للبرتغال وهو نجل ڤيمارا بيريز وبعد وفاته، صدرت المقاطعة من الأسرة، ولكنه يعتقد المؤرخين أنه جد الأكبر لكونت ألفيتو نونيز الذي سيطر على الكونتية في القرن الحادي عشر.
| سبقه ڤيمارا بيريز | كونت البرتغال 873 - 873 | تبعه مومدونا دياس هرمنغيلدو غونزاليس |